# San Gabriel (Jalisco)
San Gabriel (antes Venustiano Carranza) es una localidad, cabecera del municipio homónimo, en el estado mexicano de Jalisco. Está situado en el sur del estado, en la región Sur, de la que es centro administrativo.
San Gabriel en la época prehispánica era llamado Amollan o Amole, que quiere decir "Tierra donde abunda el amole", formaba parte del Reino del Rey Colimán. El Nombre de San Gabriel lo toma en la época colonial en honor al San Gabriel, pero en 1934 cambia su nombre a Venustiano Carranza, sin embargo en 1993 San Gabriel recupera su nombre original.

## Toponimia
Toda la región que comprenden los actuales estados de Jalisco, Colima y Michoacán, estaba dividida en reinos o tlatoanazgos, uno de los cuales era la antigua Provincia de Amollan, Amolan, Amole o Amula, que significa: “Tierra donde abunda el amole”.
San Gabriel, lleva ese nombre en honor del Arcángel San Gabriel, quien anunciara a la Virgen María la venida de su hijo Jesús a este mundo.

## Escudo
San Gabriel carecía, hasta 1992, de un escudo de armas, por lo que las autoridades municipales encabezadas por el Prof. Lucio Cuevas Flores, se dieron a la tarea de lanzar una convocatoria con el objeto de que alguna persona diseñara algún escudo representativo del municipio. El ganador de este certamen fue el Sr. Roberto Santos Rojas, de oficio rotulista, y en Sesión de Cabildo de fecha 30 de marzo de 1992, se adopta oficialmente el escudo de armas del municipio.
La siguiente descripción corresponde al escudo de armas de San Gabriel, Jalisco: El fusil que divide diagonalmente este cuadrilongo, colocado en forma vertical y con esquinas inferiores redondeadas, es emblema en este municipio, reconocido como eminentemente revolucionario del paso o transición para la concepción de ideas más sublimes del conocimiento humano.
En la parte superior oscura, se encuentra la luna, considerada antiguamente como una de los siete planetas, tocándole en este caso, el simbolismo a San Gabriel como el segundo de los arcángeles que están más cerca de la divinidad; a esto, se acompaña de la torre parroquial significando con ello, nuestra religiosidad y muy cerca del puente de piedra.
En la parte inferior, en soleado paraje, el Cerro Viejo, al fondo de los campos labrantíos que demuestran la firmeza de creencias así como el afán de gentes de campo. En síntesis: Oscuridad y Luz.
Remata este escudo un frontispicio triangular en cuyo centro está un libro abierto ejemplo de conocimientos legados por nuestros ancestros: música, literatura y teatro, flanqueando las fechas de fundación (1576) y declaración como municipio (1845).
Las figuras mitad hombre, mitad pez, son fieles guardianes del elemento agua que es básico en la región para la fecundación y abundancia que están simbolizadas por las espigas.
En la parte baja de la franja que bordea al símbolo principal, un órgano o pitayo y un maguey, mudos suplicantes del preciado líquido, vegetación característica del municipio.
Todo este conjunto alegórico pretende ser mensaje y nos hizo conceptuar a la gente de San Gabriel, Jalisco, como “NOBLE, CULTA Y LEAL”.

## Reseña histórica
Antes de la llegada de los españoles esta región estaba habitada por indígenas mezcla de toltecas, otomíes y nahoas, que hablaban tanto la lengua otomita y el náhuatl.
En 1525 visitó esta Provincia, Francisco Cortés de San Buenaventura, durante 4 o 5 días, pero sin avecindarse en ella. Alonso de Avalos la recibe posteriormente en encomienda del propio Hernán Cortés.
En el año de 1533, el misionero franciscano Fray Juan de Padilla inició la evangelización, reuniendo un grupo considerable de gentes y se establecieron en un pueblo llamado San Pedro, que él mismo había fundado. Dicho pueblo desapareció en 1539 a causa de un fuerte temblor y las autoridades civiles y religiosas cambiaron su cabecera al pueblo de Amula que se convirtió en una de las tres cabeceras principales de la provincia, junto con Zapotitlán y Cusalapa.
Entre los años de 1575 y 1576 ocurrieron dos hechos significativos:
a) Una gran “pestilencia” enfermedad rara que hizo que los habitantes murieran en gran cantidad.
b) La gran erupción del Volcán de Fuego en 1576 del cual se dijo que “fue tanto el ruido de las piedras que aventó que muchos murieron de espanto”, quedando Amula destruido prácticamente y nunca más fue edificado. Sus moradores optaron por irse a vivir a otros pueblos como Zapotitlán y Jiquilpan; estos iban en peregrinación llevando consigo la escultura de un Santo Cristo que debió dejarles Fray Juan de Padilla en el año de 1533.
Al dirigirse al pueblo de Jiquilpan, en su largo caminar llegaron al Potrero denominado San Gabriel. Allí deciden descansar bajo la sombra de los árboles y muy cerca del río (supuestamente los árboles eran mezquites) y al querer continuar su marcha notaron con sorpresa que el peso de la escultura (recargada en un mezquite) era tanto que no pudieron con él.
Este hecho fue considerado como un designio divino, por lo que a sugerencia del sacerdote de Zapotitlán, Fray Diego Pérez, decidieron quedarse a cuidar al Santo Cristo, levantando sus viviendas y una ermita para dicha escultura.
Después de no pocas investigaciones se ha llegado a considerar que San Gabriel fue fundado el 24 de marzo de 1576, por indígenas provenientes del pueblo de Amula, situado probablemente a un kilómetro al sur de la actual población de El Jazmín de esta municipalidad.
Esa escultura de Cristo bajo la advocación del Señor de la Misericordia de Amula, se supone que fue elaborada en Pátzcuaro, Michoacán, en el siglo XVI con manufactura e influencia de los hermanos Matías y Luis de la Cerda.
Desde 1579 fue asistencia franciscana del Curato-Doctrina de Zapotitlán hasta 1606, en la que pasó a formar parte de la asistencia de Santiago de Xalisco, en 1705 pasó a formar parte de la asistencia de Tuxcacuesco.
En el mes de enero de 1804, esta feligresía es elevada a la categoría de ayuda de parroquia o vicaría, siendo su primer ministro o vicario el padre José María Covarrubias.
El 2 de abril de 1814 la reciente Vicaría fue ascendida a Parroquia por Juan Cruz Ruiz de Cabañas, arzobispo de Guadalajara, el primer Párroco fue Don Mariano Carlos de Godoy. Está mencionada Parroquia desde su erección, siempre ha llevado el nombre de Parroquia de San Gabriel.
De 1821 a 1823 la población de San Gabriel recibe su primer presidente Municipal habilitado por el Imperio y república Mexicanos, siendo éste Guadalupe Villa. De 1825 a 1853 perteneció al 4° cantón de Sayula, y a partir de esa fecha al 9° cantón de Zapotlán.
Por decreto número 33, se establece en Ayuntamiento a partir del 30 de septiembre de 1845.
Por decreto número 83, San Gabriel, adquiere el título de Villa con fecha 1° de abril de 1848, bajo la influencia de Don Miguel Montenegro Villalvazo (sayulense) que ocupaba el cargo de Diputado al Congreso del Estado por el Distrito de Tuxcacuesco.
El 11 de abril de 1894 por decreto número 658, San Gabriel recibe el título de Ciudad luego de las gestiones hechas por el presidente municipal Primo F. Villa Michel.
Posteriormente se gestionó y obtuvo el cambio de nombre de San Gabriel por el de Venustiano Carranza (cambio con el que la población jamás estuvo de acuerdo) según el decreto 3953 publicado el 29 de diciembre de 1934.
El día 13 de noviembre de 1993, el H. Ayuntamiento de esta población hizo público el bando solemne por el cual el municipio y cabecera de Ciudad Venustiano Carranza, recuperan su nombre original de San Gabriel, de acuerdo con el decreto número 15093 del Congreso del Estado con fecha 25 de junio de 1993.
Este fue promulgado por el C. Gobernador Interino, Lic. Carlos Rivera Aceves, en una ceremonia realizada para tal efecto en la que estuvo acompañado el C. Presidente Municipal Sr. Luis Reyes Rodríguez y de los representantes de los poderes Legislativo y Judicial del Estado.